# Dichotomyctere fluviatilis
El Dichotomyctere fluviatilis es una especie de pez actinopeterigio de agua dulce, de la familia de los tetraodóntidos.
Es un pez peligroso para los humanos por ser muy tóxico al comerlo, pero se usa comercialmente en acuariofilia, común en acuarios, pero se sabe que los adultos son belicosos y agresivos con sus compañeros de tanque.

## Morfología
Con el cuerpo típico de los peces globo de agua dulce de su familia, la longitud máxima descrita fue de un macho de 17 cm. El tejido muscular y las vísceras son extremadamente tóxicos.

## Distribución y hábitat
Se distribuye por ríos y lagos del sureste de  Asia, en India, Sri Lanka, Bangladés, Birmania y Borneo. Se ha descrito también su presencia en el delta del río Mekong. Habita aguas dulces y salobres, de comportamiento demersal y potamodromo, que prefiere una temperatura entre 24º y 28º. Los adultos se encuentran generalmente en ríos de aguas lentas, en estuarios y en la parte superior de las aguas estancadas, preferentemente las áreas sombreadas y marginales. Se alimenta de moluscos, crustáceos y otros invertebrados, así como de plantas vasculares y detritus. Ocasionalmente, puede alimentarse de escamas y aletas de pescado.